# Taglicht Media
Die Taglicht media Film- & Fernsehproduktion GmbH, Eigenschreibweise taglicht media ist eine deutsche Filmproduktionsgesellschaft mit Sitz in Köln. Das Unternehmen wurde 1996 von Uli Veith und Bernd Wilting gegründet und beschäftigt 20 Mitarbeiter.
Taglicht Media ist auf Dokumentarfilme spezialisiert und behauptet zu den führenden Produktionsfirmen der Branche zu gehören. Hauptauftraggeber sind öffentlich-rechtliche und staatliche Fernsehanstalten in Europa. Die Firma ist Mitglied in der Sektion Dokumentarfilm der Allianz Deutscher Produzenten – Film & Fernsehen (mit Bernd Wilting im Sektionsvorstand) und der Arbeitsgemeinschaft Dokumentarfilm.
Im Jahr 2014 erhielt Taglicht Media vom Förderprogramm Creative Europe Media der Europäischen Union rund 140.000 Euro Fördermittel zur Entwicklung eines Dokumentarfilmpakets.

## Auszeichnungen
Folgende bei Taglicht Media produzierte Dokumentationen wurden nominiert oder ausgezeichnet:
- 2014: Goldener Spatz (Information/Dokumentation) für „Von Eulen, Flugzeugen und Frühaufstehern“ (Regie: Uta Meyer, für RTL-Magazin „Loop! Wissen hautnah“)[7]
- 2014: Emmy-Nominierung („Outstanding Cinematography“) für „Killer in the Caves“ (Kamera: Roland Breitschuh, Regie: Dennis Wells)[8]
- 2015: Grimme-Preis (Information und Kultur) für dreiteilige Doku-Reihe „Akte D“ (Regie: Christoph Weber, Winfried Oelsner, Florian Opitz, für WDR, MDR und BR)[9]
- 2015: Regino-Preis für „Akte D - Das Versagen der Nachkriegsjustiz“ (Regie: Christoph Weber, für ARD)[10]
- 2015: „Deutscher Filmpreis Biodiversität“ von NaturVision für „Bienen - Eine Welt im Wandel“ (Regie: Dennis Wells)
- 2016: „Deutscher Filmpreis Biodiversität“ von NaturVision für „Das Yellowstone Rätsel“ (Regie: Manfred Corrine)[11][12]

## Filmografie (Auswahl)
- 2017: Akte D – Die Macht der Automobilindustrie (Doku-Reihe, ARD, Regie: John A. Kantara)
- 2017: Akte D – Die Rentenlüge (Doku-Reihe, ARD, Regie: Tom Ockers)
- 2017: Akte D – Das Versagen der Wohnungspolitik (Doku-Reihe, ARD, Regie: Julia Meyer, Judith Voelker)
- 2017: Terra X – Der Aufstand des Mahdi (Doku-Reihe, ZDF, Regie: Robert Schotter)
- 2016: Sternenjäger – Abenteuer Nachthimmel
- 2016: Die Macht und ihr Preis – Die Akte VW (Dokumentarfilm, ARD/arte, Regie: Achim Scheunert)
- 2016: Kampf um Europa (Dokumentarfilm, ZDF, Regie: Achim Scheunert)
- 2016: Wild Castles – Höhlenburg von Predjama (Doku-Reihe, Regie: Michael Gärtner)
- 2016: Die Fakten-Checker (Dokuserie, RTL)
- 2015: Yellowstone-Nationalpark – Warum verschwinden die Wapitis (Dokumentarfilm, arte, Regie: Manfred Corrine)
- 2015: Akte D – Die Macht der Pharmaindustrie (Doku-Reihe, WDR, Regie: Winfried Oelsner)
- 2015: Universum History – Olympia 1936. Der verratene Traum (Doku-Reihe, ORF/PBS, Regie: Christoph Weber)
- 2015: Akte D – Das Comeback der Rüstungsindustrie (Doku-Reihe, ARD, Regie: Dirk Laabs)
- 2015: Terra X – Freibeuter der Meere, Folge 1 und 2 (Doku-Reihe, ZDF, Regie: Robert Schotter)
- 2015: Terra X – Unser Bier. Eine Weltgeschichte (Doku-Reihe, ZDF, Regie: Robert Schotter)
- 2015: Griechenland – Von den Gipfeln bis ans Meer (Doku-Mehrteiler, arte, Regie: Johannes Backes)
- 2015: Terra X – Von Francis Drake zu den Arabischen Korsaren (Doku-Mehrteiler, Regie: Robert Schotter)
- 2015: Zipp! Wissen für Dich (TV-Magazin, RTL)
- 2014: Bienen – Eine Welt im Wandel (Dokumentarfilm, Regie: Dennis Wells)
- 2014: Akte D – Die Macht des Stromkartells (Doku-Reihe, ARD, Regie: Florian Opitz)
- 2014: Akte D – Das Versagen der Nachkriegsjustiz (Doku-Reihe, ARD, Regie: Christoph Weber)
- 2014: Häuser mit Vergangenheit! (Dokumehrteiler, WDR, Regie: Heike Nikolaus)
- 2014: Loop! Wissen hautnah (TV-Magazin, RTL, Regie: Uta Meyer)
- 2014: Zipp! Wissen für Dich (TV-Magazin, RTL, Regie: Uta Meyer)
- 2013: Griechenland von Insel zu Insel
- 2013: Karl der Grosse
- 2010: Universum: Erster auf dem Everest
- 2009: So isst die Welt
- 2009: Fräulein Stinnes fährt um die Welt
- 2009: Ghosts of the 7th Cavalry
- 2008: Räumkommando Riesenratte – Spürnasen auf Minensuche
- 2007: Die Rückkehr der Plagen
- 2006: Der unsichtbare Feind – Kindesmissbrauch im Internet
- 2006: Spuren der Angst
- 2005: Hermines Liste – Die Kinder der unbarmherzigen Schwestern
- 2005: Black Starlets – Der Traum vom großen Fußball
- 2005: Die Rache der Schöpfung
- 2005: Stur, faul, dumm? – Die Wiederentdeckung der Esel
- 2005: Angriff auf Amerika
- 2004: Wunschtraum Traumschiff
- 2003: Ich schaukle schon auf einem Bein – Hilfe für Zappelkinder
- 2003: Stürmen für Deutschland
- 2002: Weltelf – Kinder und ihre Liebe zum Fußball